# 소죄
소죄(라틴어: peccatum veniale, 영어: venial sin)는 로마 가톨릭교회에서 사용되는 낱말로 매우 심각하지 아니한 죄를 의미한다.

## 같이 보기
- 원죄
- 칠죄종